# Primers agricultors europeus

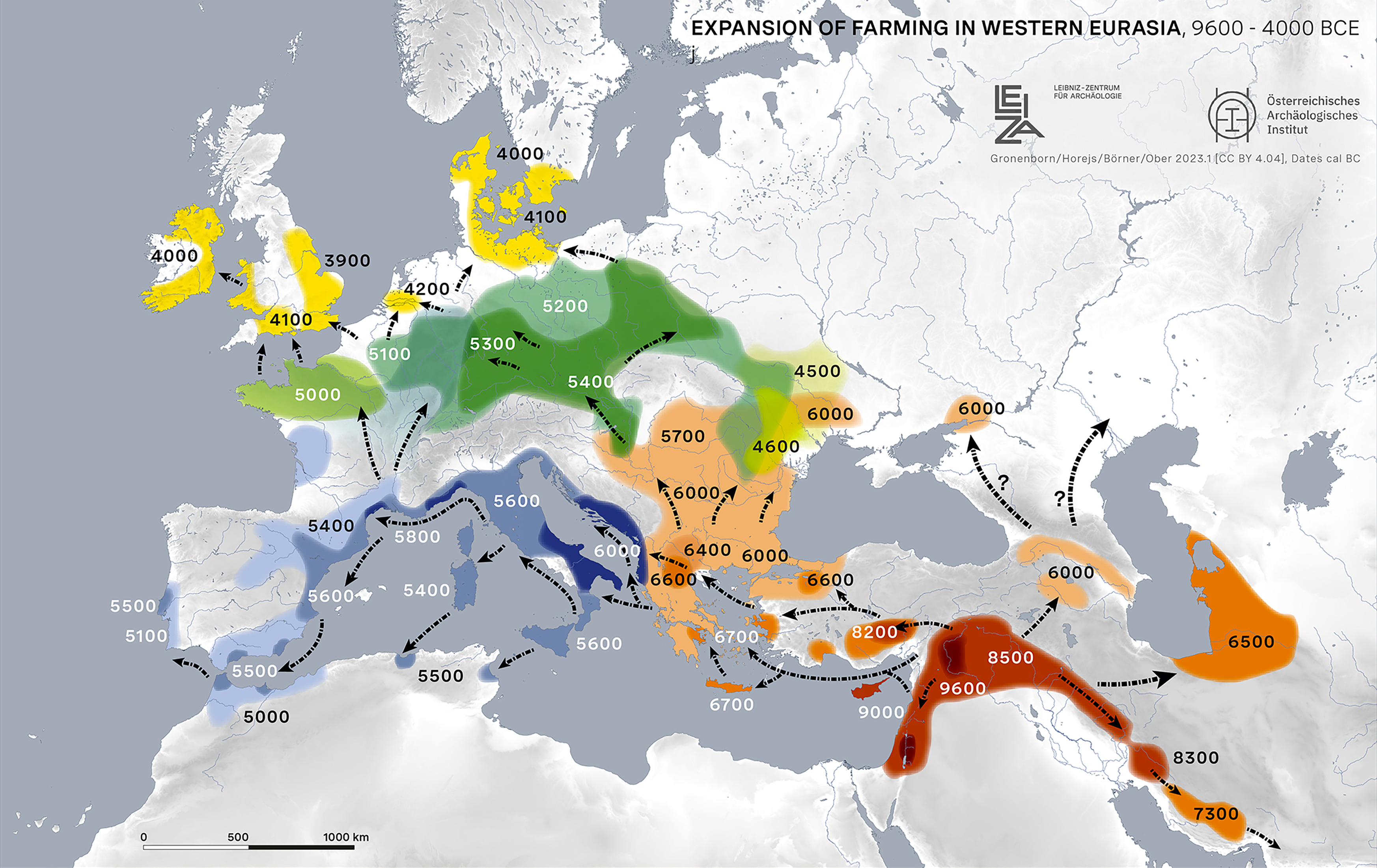
Propagació de l'agricultura des del sud-oest d'Àsia fins a Europa i el nord-oest d'Àfrica, entre el 9600 i el 4000 ae

Els primers agricultors europeus, també anomenats agricultors europeus del Neolític i fins i tot o antics agricultors de l'Egeu, fou un grup de llauradors del Neolític d'Anatòlia que van portar l'agricultura a Europa i al nord-oest d'Àfrica. Els llauradors neolítics d'Anatòlia foren un component genètic ancestral, identificats per primera vegada amb els agricultors d'Anatolia en el neolític, i a Europa i al nord-oest d'Àfrica, també van existir a l'altiplà Iranià, al sud del Caucas, a Mesopotàmia i al Llevant mediterrani. Tot i que l'expansió de l'agricultura des de l'Orient Mitjà a Europa ha estat reconeguda des de fa molt de temps gràcies a l'arqueologia, són només els avanços recents en arqueogenètica els que han confirmat que aquesta propagació estava fortament correlacionada amb una migració d'aquests llauradors, i no fou pas sols un intercanvi cultural.

## Panorama general
Els primers agricultors d'Anatòlia derivaven la major part (80-90%) de la seua ascendència de les regions de caçadors-recol·lectors locals, amb una ascendència menor relacionada amb el Llevant i el Caucas. Els primers agricultors europeus es van traslladar a Europa des d'Anatòlia a través del sud-est d'Europa des del 7000 abans de la nostra era; es van estendre a poc a poc cap al nord i l'oest, i van arribar al nord-oest d'Àfrica per la península Ibèrica. Els estudis arquegenètics sobre Europa han confirmat que els llauradors posteriors d'Europa tenen en general una contribució menor dels caçadors-recol·lectors occidentals, amb una variació regional significativa. Les poblacions europees d'agricultors i caçadors-recol·lectors van coexistir i comerciar en alguns llocs, tot i que l'evidència suggereix que la relació no sempre fou pacífica. En el transcurs dels següents 4.000 anys, Europa es transformà en comunitats agrícoles, i els caçadors-recol·lectors foren reemplaçats en tota Europa. Durant l'Eneolític i principis de l'edat del bronze, les persones que tenien ascendència de pastors de l'estepa occidental es va traslladar a Europa i es va barrejar amb la població dels primers agricultors europeus; aquests pastors, originaris de la Cultura iamna de l'estepa pòntica d'Europa de l'Est, probablement parlaven llengües indoeuropees. L'ascendència dels primers agricultors europeus és comuna en les poblacions europees modernes i del nord-oest d'Àfrica, amb l'ascendència de primers llauradors més alta en els europeus del sud, especialment en els sards i els bascos.
Un grup diferent d'agricultors neolítics d'Anatòlia es va estendre cap a l'est d'Anatòlia, i va deixar un llegat genètic considerable a l'altiplà iranià, al Caucas Sud, al Llevant (durant el Neolític preceràmic B) i a Mesopotàmia. També tenen un paper menor en l'etnogènesi dels pastors de l'estepa occidental de la Cultura iamna.
L'ascendència dels agricultors del Neolític d'Anatòlia es troba en nivells substancials en les poblacions contemporànies d'Europa, Àsia Occidental i Àfrica del Nord, i també es troba a Àsia Central i en poblacions del sud d'Àsia (mitjançant el Complex arqueològic Bactriana-Margiana i la Cultura de la ceràmica cordada) amb nivells més baixos.

## Revolució neolítica a Europa
| « | "A més, els marcadors uniparentals canviaren de sobte, perquè l'ADNmt N1a i l'haplogrup Y G2a, que havien estat molt comuns en la població agrícola dels primers llauradors europeus, foren substituïts pels haplogrups Y R1a i R1b i per una varietat d'haplogrupos d'ADNmt típics de la població iamna de l'estepa. Els marcadors uniparentals mostren que entre els emigrants hi havia tant hòmens com dones procedents de les estepes." "La posterior expansió dels pobles relacionats amb iamna i la cultura Corded Ware a final del Neolític i l'edat del bronze s'acompanyà amb l'augment dels haplogrups I, U2 i T1 a Europa." Això indica que les migracions involucraren tant hòmens com dones de l'estepa. | » |

Les poblacions de la neolític d'Anatòlia van derivar la major part de la seua ascendència dels caçadors-recol·lectors d'Anatòlia, amb un flux genètic menor de fonts relacionades amb l'Iran, Caucas i el Llevant, la qual cosa suggereix que l'agricultura fou adoptada in situ per aquests caçadors-recol·lectors i no es va estendre per difusió dèmica a l'àrea. Es creu que els avantpassats dels caçadors-recol·lectors d'Anatòlia i els primers agricultors europeus es van separar dels caçadors-recol·lectors occidentals fa entre 45.000 i 26.000 anys durant el darrer màxim glacial, i que es van separar dels caçadors-recol·lectors caucàsics fa entre 25.000 i 14.000 anys.
Els estudis genètics han demostrat que la introducció de l'agricultura a Europa en el setè mil·lenni abans de la nostra era estava associada a una migració massiva de persones des del nord-oest d'Anatòlia cap al sud-est d'Europa, la qual cosa resultà en el reemplaçament de quasi tot (c. 98%) el patrimoni genètic de caçadors-recol·lectors autòctons dels Balcans amb ascendència d'agricultors d'Anatòlia. Als Balcans, els primers agricultors europeus semblen haver-se dividit en dos grups, que es van expandir més a l'oest d'Europa al llarg del Danubi (Cultura de la ceràmica lineal) o cap a la Mediterrània occidental (ceràmica cardial). No obstant això, grans parts del nord d'Europa i de l'est van romandre sense assentaments per part dels primers agricultors europeus. Durant el Neolític mitjà va haver-hi un ressorgiment, en gran part impulsat per individus d'ascendència de caçadors-recol·lectors occidentals, entre moltes comunitats derivades dels primers agricultors europeus, la qual cosa va conduir a una major freqüència d'haplogrups paterns de caçadors-recol·lectors entre ells.
Fa uns 7.500 anys, els primers agricultors europeus originaris de la península Ibèrica van migrar al nord-oest d'Àfrica, i dugueren l'agricultura a la zona. Foren un component clau en el procés de neolitització del Magrib i es van barrejar amb les comunitats autòctones de recol·lectors.

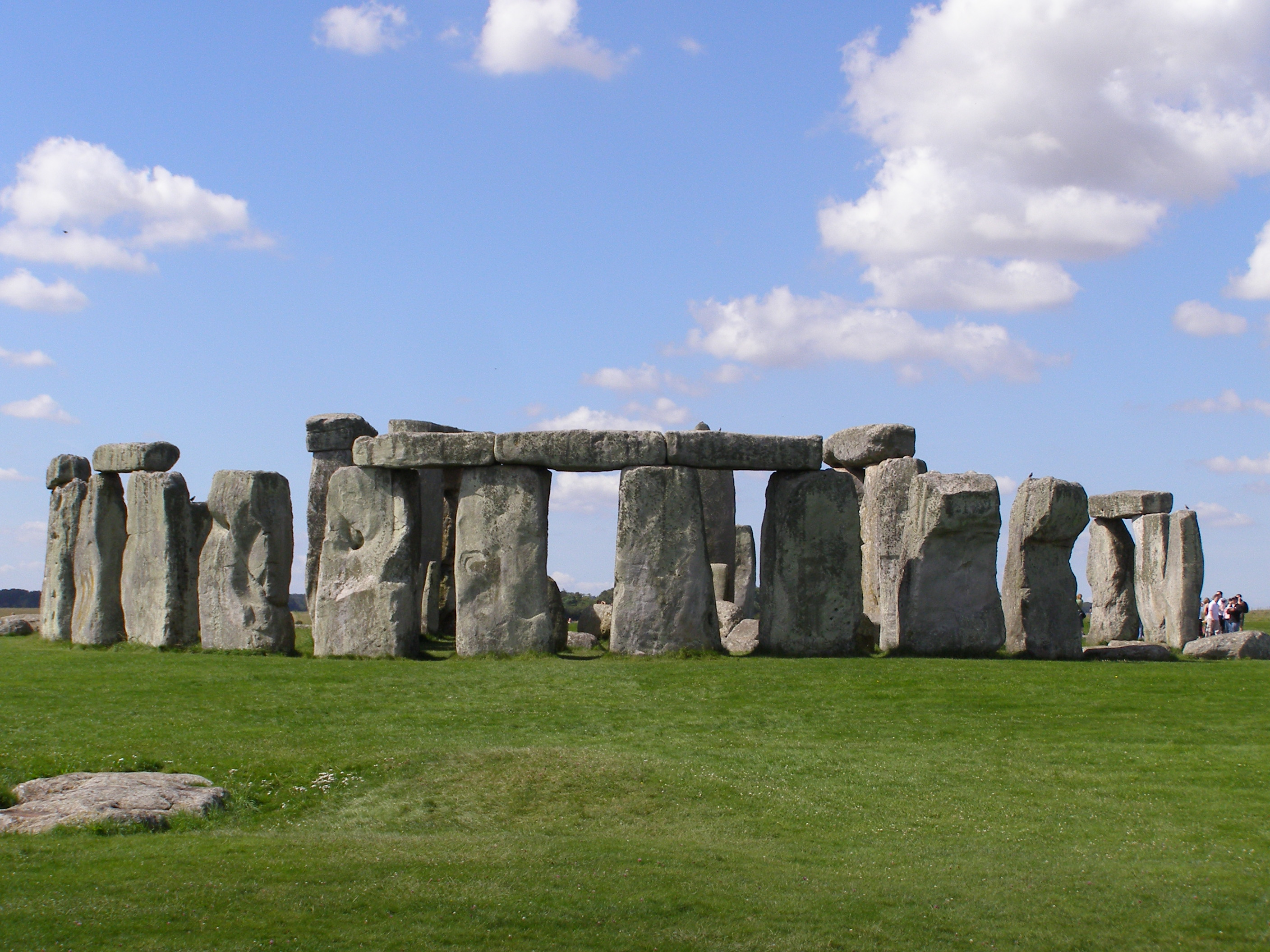
Els constructors de Stonehenge eren descendents d'agricultors neolítics que van migrar a la zona fa uns 6.000 anys

Els agricultors de les Illes britàniques neolítiques havien arribat a la regió en una migració massiva al voltant del 4000 abans de la nostra era. Tenien un 80% d'ascendència dels primers agricultors europeus i un 20% de caçadors-recol·lectors occidentals, i estaven estretament relacionats amb els pobles neolítics de la península Ibèrica, la qual cosa implica que eren descendents llauradors que s'havien desplaçat cap a l'oest des dels Balcans al llarg de la costa mediterrània. L'arribada de les poblacions agrícoles ocasionà el reemplaçament gairebé complet dels caçadors-recol·lectors occidentals nadius de les Illes britàniques, que ja no van experimentar un ressorgiment genètic en els segles següents. Més del 90% del patrimoni genètic neolític de Gran Bretanya fou reemplaçat amb l'arribada dels pobles del vas campaniforme al voltant del 2500 ae (The Beaker Phenomenon And The Genomic Transformation Of Northwest Europe (2017) que tenien aproximadament un 50% d'ascendència dels pastors de l'estepa occidental.
Els individus enterrats a la Irlanda neolítica eren en gran manera d'ascendència dels primers agricultors europeus (amb barreja de pastors de l'estepa occidental) i estaven estretament relacionats amb els pobles del Neolític britànic i ibèric. Els pobles neolítics d'Irlanda havien reemplaçat quasi per complet els caçadors-recol·lectors irlandesos nadius amb una ràpida colonització marítima.
Les persones de la Cultura dels vasos d'embut del sud d'Escandinàvia eren en gran part d'ascendència dels primers agricultors europeus, amb una lleugera mescla de caçadors-recol·lectors, i això indica que l'aparició del neolític a Escandinàvia fou el resultat de la migració humana des del sud. Es trobà que els "vasos d'embut" eren genèticament molt diferents de les persones de la veïna Cultura de la ceràmica puntejada; aquests últims no tenien mescla de primers agricultors europeus i, en canvi, eren genèticament semblants a altres caçadors-recol·lectors europeus.
L'haplogrup patern més comú entre els primers agricultors europeus era l'haplogrup G2a, tot i que també s'hi han trobat els haplogrups E1b1 i R1b. Els seus haplogrups materns provenien sobretot de llinatges d'Euràsia occidental, inclosos els haplogrups H2, I i T2. Un nombre significatiu d'agricultors del centre d'Europa, però, pertanyien al llinatge matern N9a d'Àsia oriental, que és quasi inexistent en els europeus moderns, però comú a Àsia oriental. L'alta freqüència de l'haplogrup mitocondrial N9a d'Àsia oriental en les cultures neolítiques de la Conca Pannònica, però, fou qüestionada per un altre estudi. Bánffy, Eszter (7 de juny del 2012): «‘Early Neolithic’ greus of the Carpathian Basin llauri in fact 6000 years younger—Appeal for real interdisciplinarity between archaeology and ancient DNA research». Journal of Human Genetics 57: 467-469. 

Cultures neolítiques a Europa al voltant del 4500–4000 ae

Durant l'Eneolític i l'edat del bronze primerenca, les cultures derivades dels primers agricultors europeus foren superades per successives migracions dels pastors de l'estepa occidental provinents de l'estepa ponticocaspiana, que portaven quantitats aproximadament iguals d'ascendències de caçadors-recol·lectors orientals i caçadors-recol·lectors del Caucas. Aquestes migracions feren que els llinatges d'ADN patern dels primers agricultors europeus fossen reemplaçats quasi per complet per ADN patern derivat dels pastors de l'estepa occidental (sobretot subclades derivats dels caçadors-recol·lectors orientals R1b i R1a). L'ADN matern dels primers agricultors europeus (sobretot de l'haplogrup N) també es reemplaçà substancialment per llinatges de l'estepa (, p.55):
Un estudi del 2017 va trobar que els europeus de l'edat del bronze amb ascendència de l'estepa tenien una ascendència dels primers agricultors europeus en el cromosoma X, la qual cosa suggereix un biaix de sexe, en què l'ascendència de l'estepa fou heretada per més avantpassats masculins que femenins. Els resultats d'aquest estudi, però, no van poder replicar-se en un estudi posterior realitzat per Iosif Lazaridis i David Reich, i això suggereix que els autors havien mesurat incorrectament les proporcions de barreja de la mostra.
L'ascendència dels primers agricultors europeus continua molt estesa per tota Europa, des d'aproximadament el 60% a prop de la Mediterrània (amb un pic del 65% a l'illa de Sardenya) i disminuint cap al nord fins a un 10% al nord d'Escandinàvia. Tanmateix, en estudis més recents, l'ascendència dels primers agricultors europeus més elevada entre els europeus moderns oscil·la entre el 67% i més del 80% entre els sards, italians i ibèrics moderns, mentre que l'ascendència més baixa entre els europeus moderns oscil·la entre el 35% i el 40% entre els finlandesos, lituans i letons moderns. Aquesta ascendència també és important entre els africans actuals com marroquins i algerians.

## Aparença física i freqüència d'al·lels

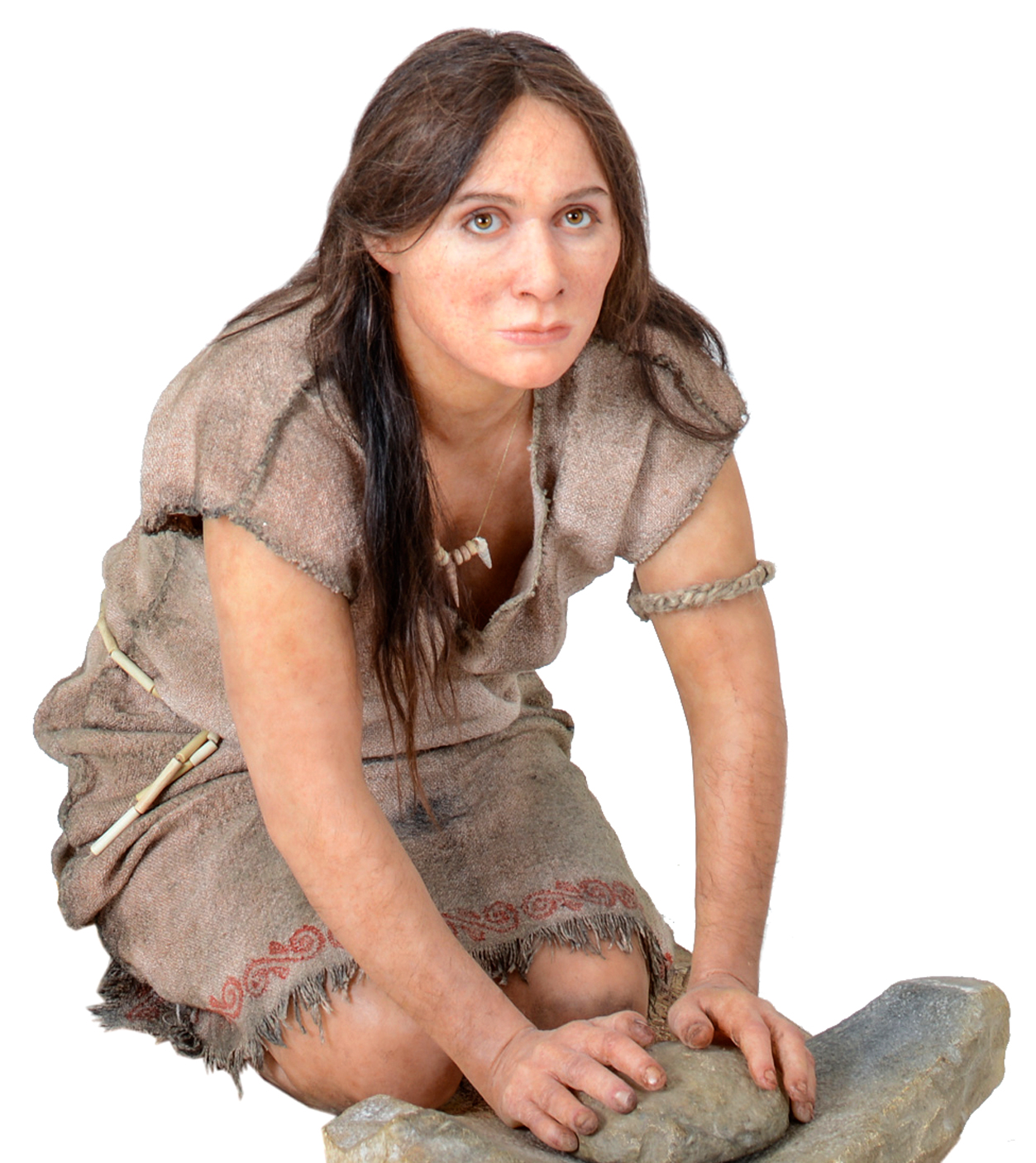
Reconstrucció de l'aparença d'una dona típica dels agricultors neolítics d'Europa, Museu de Ciències de Trento

Els caçadors-recol·lectors europeus eren significativament més alts que els primers agricultors europeus, i el reemplaçament dels caçadors-recol·lectors europeus pels primers agricultors resultà en una disminució dramàtica en l'alçada genètica en tota Europa. Durant les fases posteriors del Neolític, l'alçada augmentà entre els agricultors europeus, probablement a causa d'un augment en la barreja amb caçadors-recol·lectors. Durant el Neolític tardà i l'edat del bronze, noves reduccions en l'ascendència dels agricultors a Europa a causa de migracions de pobles amb ascendència relacionada amb les estepes s'associà amb increments d'alçada. Les altes freqüències d'ascendència de primers agricultors al sud d'Europa podrien explicar en part la menor alçada dels europeus del sud en comparança amb els europeus del nord, que tenen nivells més alts d'ascendència relacionada amb les estepes.
Sembla que els primers agricultors europeus tenien la majoria cabell fosc, ulls foscos i pell clara (Reich, 2018), amb l'al·lel derivat de SLC24A5 fixat en el neolític d'Anatòlia, tot i que un estudi genètic d'Ötzi "l'home de gel", una mòmia eneolítica amb ascendència d'agricultors europeus, tenia un to de pell més fosc que els europeus del sud contemporanis. Un estudi sobre diferents restes de primers agricultors d'Europa va concloure que tenien la majoria un "to de pell intermedi a clara". Un article del 2024 va trobar que els al·lels de risc relacionats amb fenotips de trastorns de l'estat d'ànim estan enriquits en l'ascendència dels agricultors neolítics.

## Subsistència
Els primers agricultors europeus i els seus antecessors d'Anatòlia criaven bestiar boví i taurí, porcs, ovelles i cabres, i conreaven cereals com el blat.

## Organització social

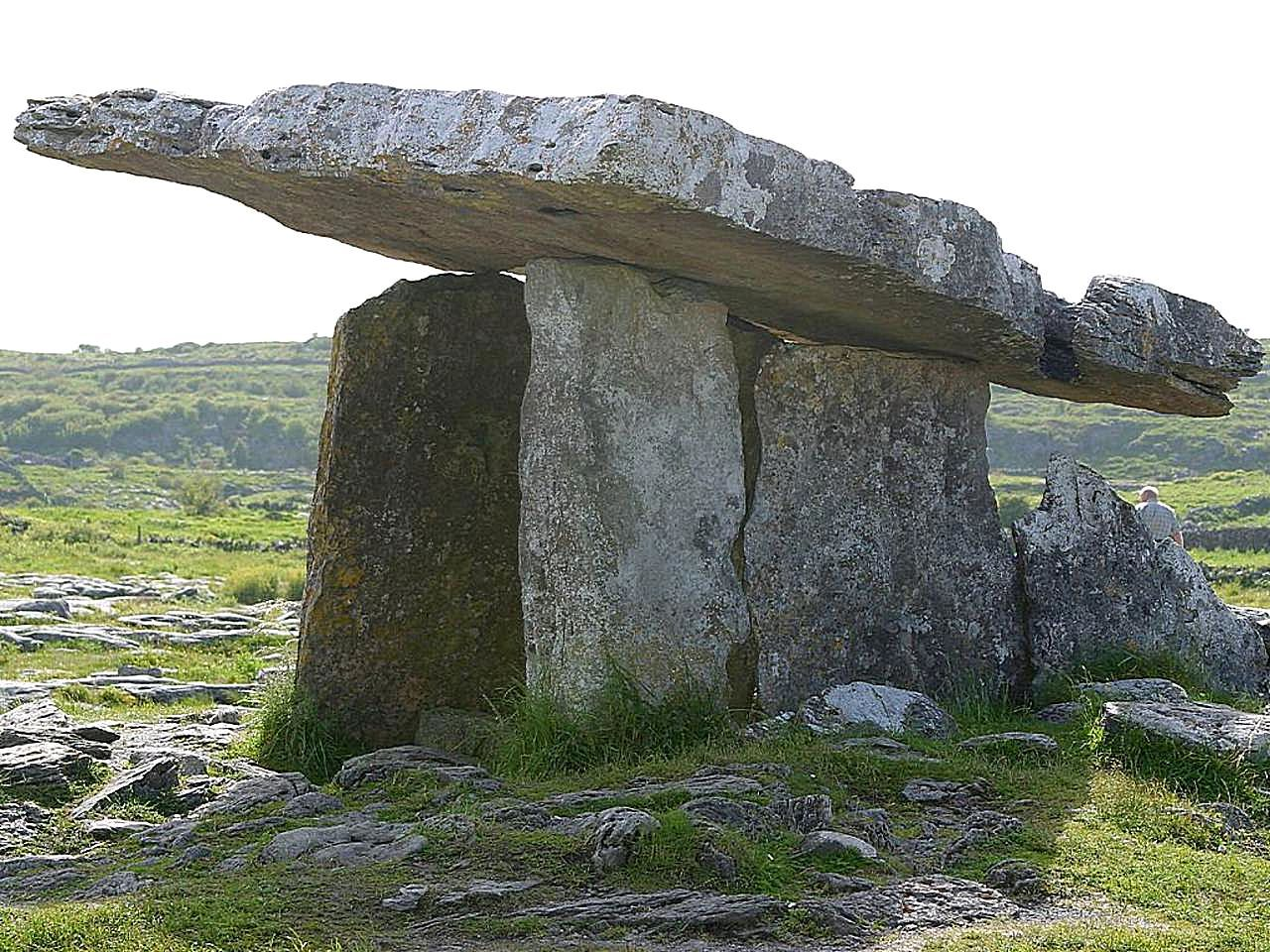
Dolmen de Poulnabrone, The Burren, Comtat de Clare (Irlanda)

L'anàlisi genètica d'individus trobats en tombes neolítiques indica que almenys alguns pobles dels primers agricultors europeus eren patrilineals (traçant la descendència per la línia masculina), amb ocupants de les tombes sobretot de descendents masculins d'un ancestre masculí comú i els seus fills, així com les esposes, que genèticament no estaven relacionades amb els marits, la qual cosa suggereix exogàmia femenina.
Un membre de la reialesa neolítica enterrat a Newgrange va ser trobat com altament endogàmic i possiblement producte d'una relació incestuosa, i això indica que aquesta comunitat estava altament estratificada socialment i dominada per una línia de poderosos "déus reis".
Respecte a la grandària general, alguns assentaments de la Cultura de Cucuteni–Trypillia, com Talianki (amb una població del voltant de 15.000 persones), a l'oest d'Ucraïna, eren tan grans com les ciutats estat de Sumèria del Creixent Fèrtil, i aquests assentaments de l'est d'Europa precedeixen les ciutats sumèries en més de mig mil·lenni. Les recerques indiquen que els assentaments tenien una jerarquia de tres nivells, amb la possibilitat de societats a nivell d'estat sobirà. Una megaestructura excavada suggereix la presència d'edificis públics per a reunions o cerimònies.